# Европейское общество экономики населения
Европейское общество экономики населения (англ. European Society for Population Economics, ESPE) — научное экономическое общество. Общество основано в 1986 году. с целью облегчения научного взаимодействия между европейскими учеными, занимающимися прикладными и теоретическими исследованиями человеческого капитала и демографических переменных в экономике.
Общество, совместно с Институтом экономики труда издает Journal of Population Economics, а также организует Европейскую летнюю школу экономики труда.
Общество проводит ежегодные трехдневные научные конгрессы (обычно в июне). В последние годы конгрессы были проведены: 2003 — Нью-Йорк; 2004 — Берген (Норвегия); 2005 — Париж. Конгресс в 2006 г. будет проведен в Вероне (22 — 24 июня).
Среди президентов общества выделяются известные экономисты: К. Циммерман (1994), Ф. Бургиньон (1995), Д. дель Бока (2000), К. Шмидт (2005), П. Аппс (2006).